# Eurhopalothrix bruchi
Eurhopalothrix bruchi é uma espécie de formiga do gênero Eurhopalothrix, pertencente à subfamília Myrmicinae.